# Tricolpia acutaria
Tricolpia acutaria är en fjärilsart som beskrevs av Walker 1861. Tricolpia acutaria ingår i släktet Tricolpia och familjen Uraniidae. Inga underarter finns listade i Catalogue of Life.